# Konrad Pilitowski
Konrad Pilitowski (ur. 15 czerwca 2000 w Ciechanowie) – polski piłkarz ręczny, rozgrywający, od 2019 zawodnik MKS-u Kalisz.

## Życie prywatne
Młodszy brat piłkarza ręcznego Macieja Pilitowskiego.